# Institut national des techniques de la documentation
L’Institut national des sciences et techniques de la documentation (INTD) est un institut du Conservatoire national des arts et métiers, formant des spécialistes de l’information et de la documentation. Il a été fondé en 1950 et se trouve à Paris.
L’INTD prépare à trois diplômes (selon le Journal officiel du 5 mars 2006) :
- le diplôme technique de documentaliste spécialité audiovisuel, entreprises ou collectivités territoriales. Ce diplôme est homologué bac + 2 et conduit en partenariat avec le Centre national de la fonction publique territoriale et l'Institut national de l'audiovisuel (INA).
- la licence professionnelle ressources documentaires et bases de données. Deux spécialités sont proposées : 
  - spécialité documentation audiovisuelle, en partenariat avec l'INA.
  - spécialité documentation d'entreprise, en partenariat avec la Chambre de commerce et d'industrie de Rouen. Cette spécialité est assurée par l'Institut régional des techniques documentaires, créé par la Chambre de commerce en 1984.
- le diplôme professionnel de « chef de projet en ingénierie documentaire », niveau bac +5.

L'INTD est la plus ancienne et la plus importante formation dans son domaine en France (420 élèves ou stagiaires par an). Il existe donc un important réseau de professionnels de la documentation, présents dans tous les secteurs de l'économie. L’Association des diplômés de l'Institut national des techniques de la documentation (AINTD) a pour objectif d'entretenir et de faire vivre ce réseau. La directrice de l'INTD est Ghislaine Chartron.